# Leeuwergem
Leeuwergem is een dorp in de Belgische provincie Oost-Vlaanderen en een deelgemeente van de stad Zottegem, het was een zelfstandige gemeente tot aan de gemeentelijke herindeling van 1971. Het dorp ligt in Vlaamse Ardennen en is vooral bekend om de nabijheid van het Kasteel van Leeuwergem.

## Geschiedenis
Bij opgravingen aan de Spelaan werden allerlei Romeinse vondsten gedaan. De naam Leeuwergem komt van de Germaanse stamhoofdnaam 'Leudiwar' + 'ingahaim' (woonplaats van de lieden van). Al sinds eind twaalfde eeuw hadden de heren van Leeuwergem en Elene een afzonderijke heerlijkheid. In de 15e eeuw liet Robrecht van Massemen een kasteel van Leeuwergem bouwen, dat voor de derde maal werd opgebouwd in 1762-1764 in opdracht van Graaf Pierre Emmanuel Joseph d'Hane (1726-1786) Graaf Jean-Baptiste d'Hane de Steenhuyse, zoon van de voorgenoemde, was de gastheer van koning Lodewijk XVIII die in zijn herenhuis in de Veldstraat te Gent verbleef in 1815 tot aan de nederlaag van Napoleon te Waterloo. Gedurende zijn verblijf in Gent bezocht de koning het kasteel van zijn gastheer te Leeuwergem. Na het uitsterven van de familie d'Hane de Steenhuyse werd het kasteel via erfenissen aan de familie van de huidige eigenaar (della Faille d'Huysse) toebedeeld.

## Bezienswaardigheden
- De Sint-Amanduskerk werd in 1834 grondig verbouwd. Het koor geeft vermoedelijk nog min of meer de romaanse plattegrond aan van de oorspronkelijke kerk, maar tijdens de 17e eeuw werd dit drastische aangepast. Binnen dateert het orgel uit 1850. Het werd door Verhasselt gemaakt. De orgelkast is het werk van H. De Bodt. Het schilderij "De Marteldood van de Heilige Ursula" is een voorbeeld van de Vlaamse School uit de 16de eeuw. "De Heilige Barbara" werd door Jan Van Cleef gemaakt in de 17de eeuw. Het is afkomstig uit het Sint-Barbaraklooster te Gent.
- Achter de kerk van Leeuwergem stond van de 17de tot eind 19de eeuw een Eligiuskapel (met een houten Eligiusbeeld en een schilderij over de vondst van de Eligiusrelikwieën), die voor 1892 werd afgebroken omdat de ligging van de kapel het vlotte verkeer op de Gentse Steenweg hinderde.[6][7] Leeuwergem was een bedevaartoord waar Eligius werd aangeroepen tegen paardenziektes en huidziektes ("nagelgaten"). Elk jaar op de eerste zondag na de (kerkelijke) naamdag van de apostelen Petrus en Paulus (29 juni) wordt nog de paardenommegang Leeuwergem gehouden, ter ere van Sint-Elooi.
- In 1849 kocht Jean-Baptiste Joseph d'Hane de Steenhuyse het huis van de familie De Beer om er het klooster van Leeuwergem met godshuis en school te laten inrichten voor ouderen en wezen. Tussen 1852 en 1854 werden er twee vleugels bijgebouwd. Er was een kantschool, een modelboerderij en vanaf ongeveer 1900 een pensionaat. In 1968 werd het klooster afgebroken.
- Het omwalde Kasteel van Leeuwergem bevindt zich nabij het dorpscentrum, maar staat op het grondgebied van het naburige Elene.
- De 'Duivelsvoetstap' op de grens met Grotenberge.
- De Klokfontein is een kleine bron nabij de kerk, op het langste deel van de helling waarop de kerk gebouwd is (aan Saffelstraat 2). De bron kwam volgens een volksverhaal aan zijn naam omdat de beste klok uit de Sint-Amanduskerk in 1798 werd verborgen in een zelfgegraven put aan de bron, om te vermijden dat de Fransen ze zouden weghalen. Toen onder Napoleon in 1801 de kerken mochten heropen, wilden de boeren de verborgen klok uitgraven, maar ze vonden niets anders meer dan water. De Leeuwergemnaren doopten de bron ‘De Klokfontein’ [8][9].
- Aan de Gentse Steenweg staat de 'Zevensacramentenboom', een linde van minstens 120 jaar oud. De naam verwijst mogelijk naar een vroeger gebruik om aan (en in) een linde te huwen en feest te houden. De Leeuwergemse pastoor zou de boom ook gebruikt hebben om toelichting te geven bij de 7 sacramenten tijdens de godsdienstlessen in het ernaast gelegen schooltje[10].
- In Leeuwergem bevindt zich Dunk!pressing, een van de weinige vinylplatenperserijen in België.

## Afbeeldingen

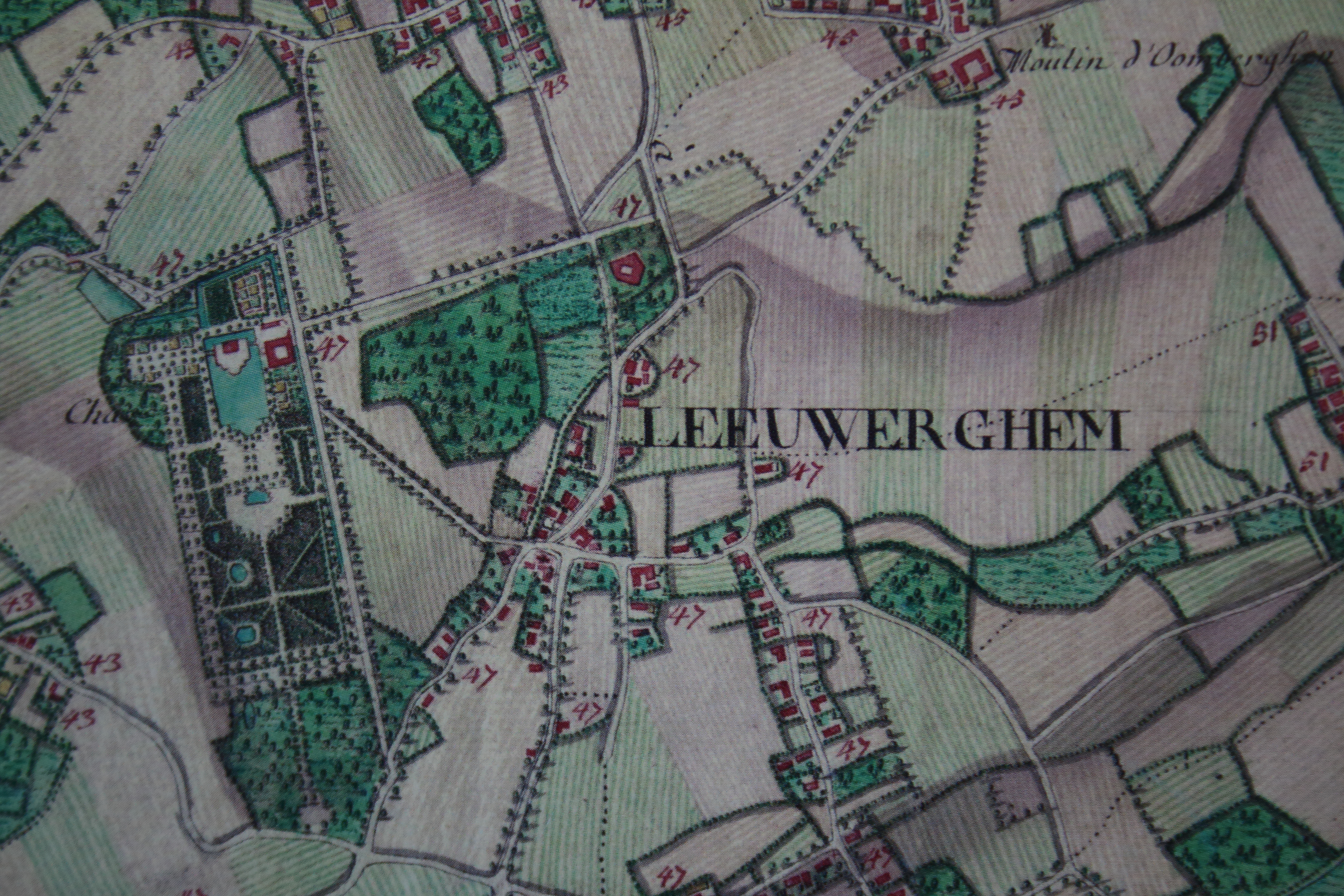
Leeuwergem op de Ferrariskaart.
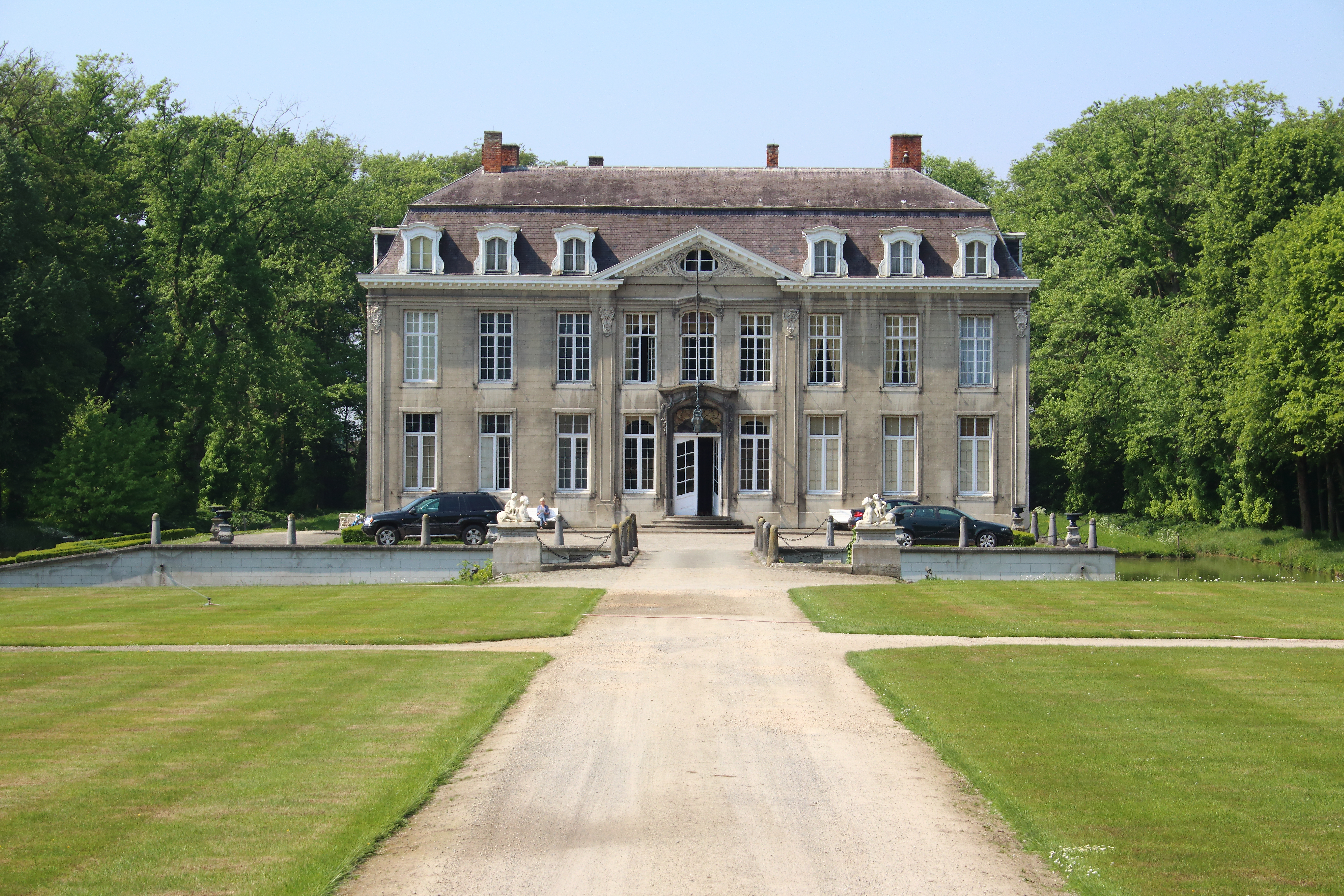
Kasteel van Leeuwergem, grondgebied Elene.
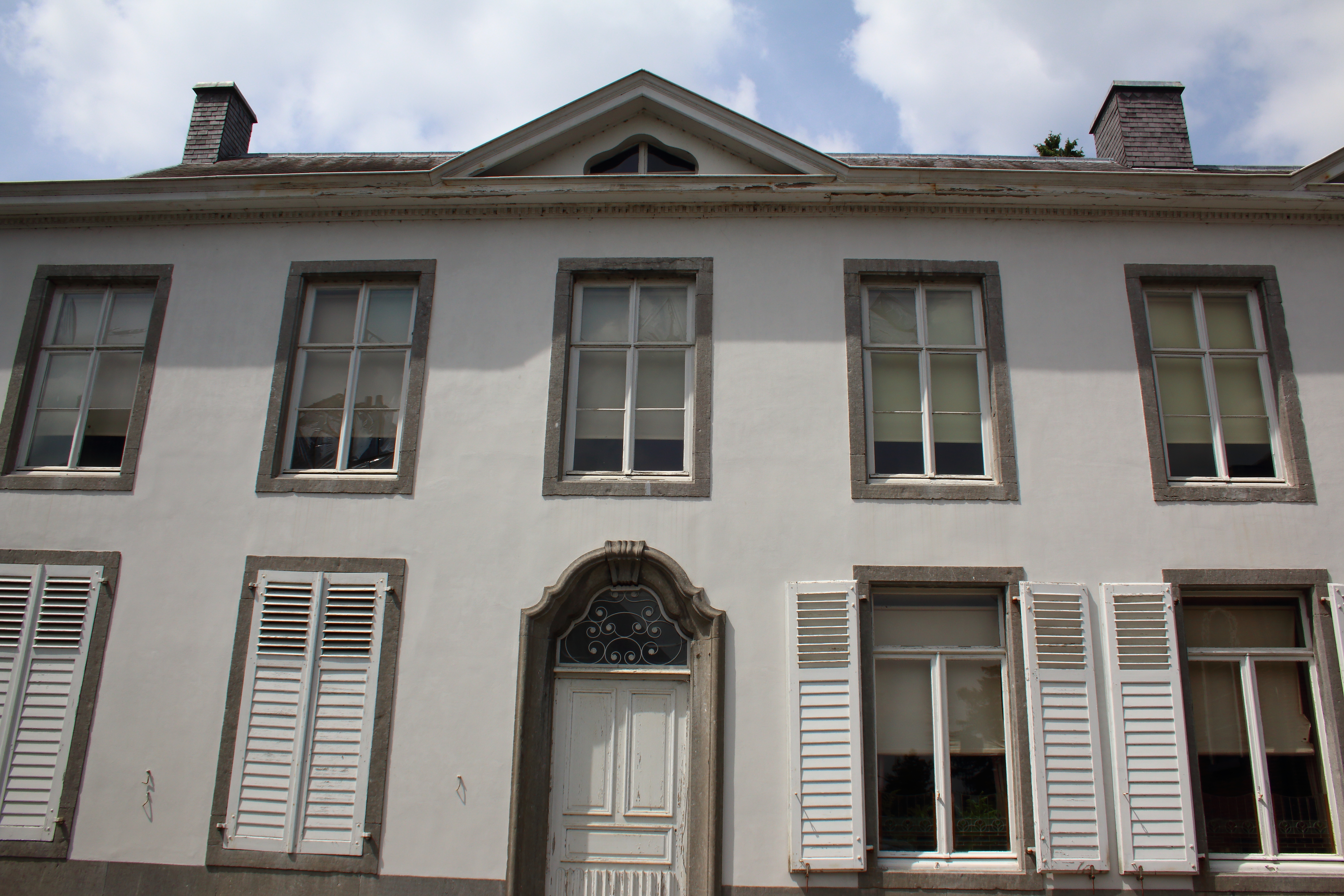
herenhuis op het Sint-Eligiusplein.
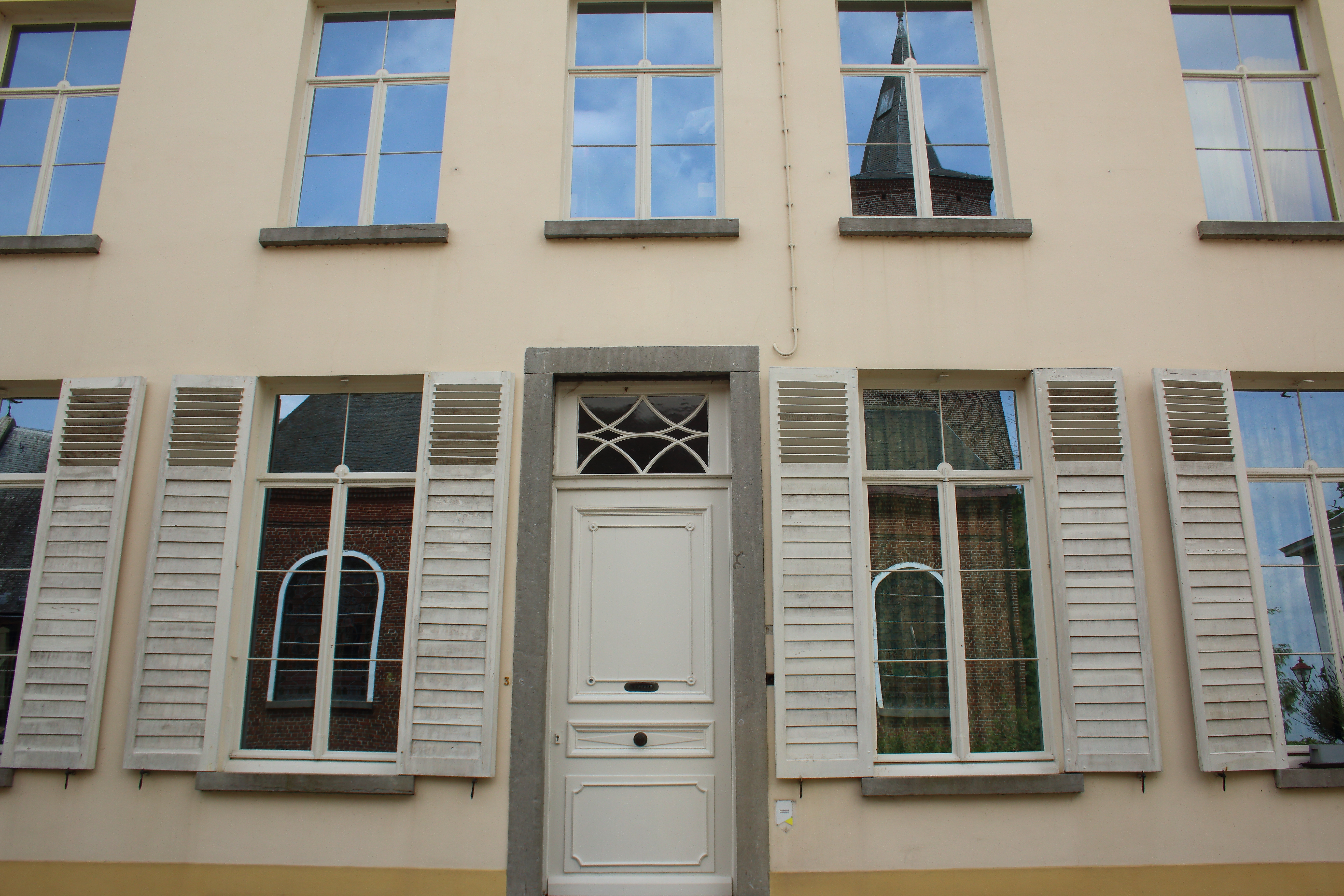
pastorie op het Sint-Eligiusplein.
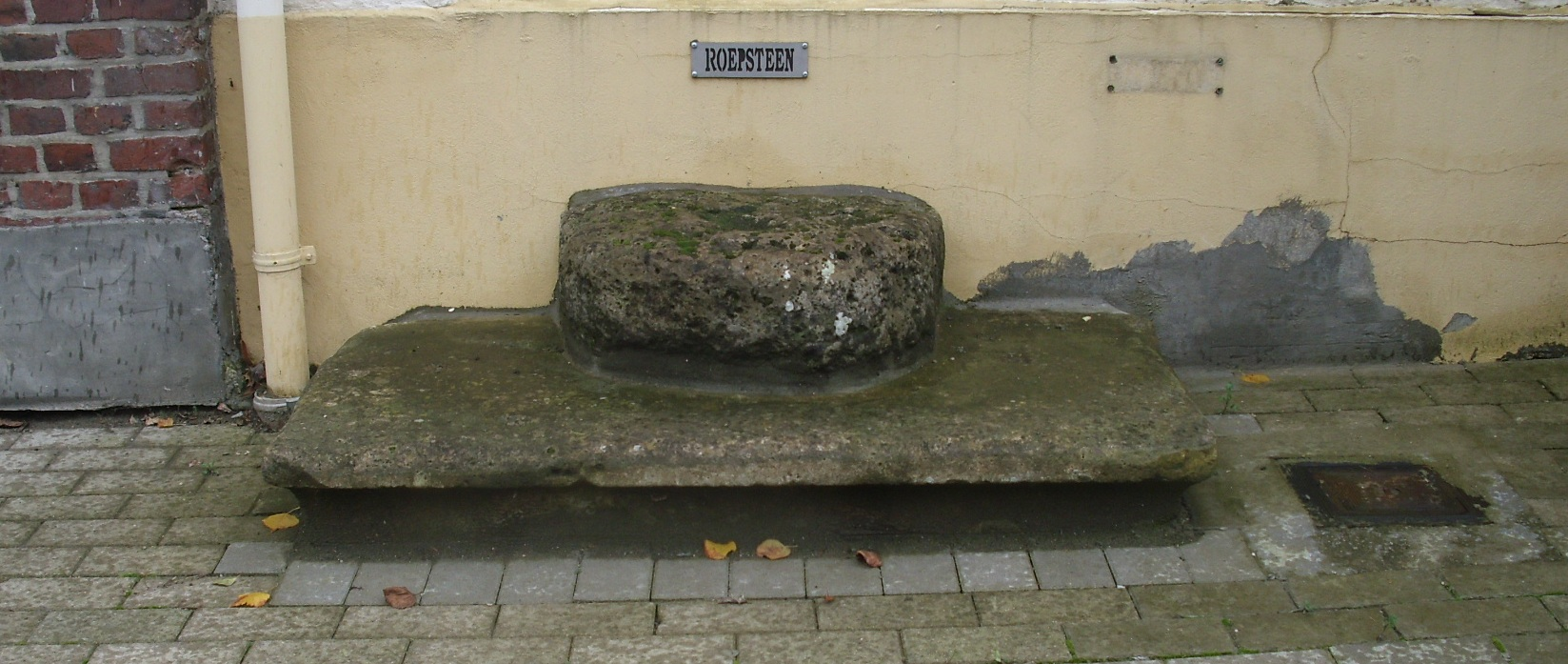
De roepsteen in Leeuwergem.
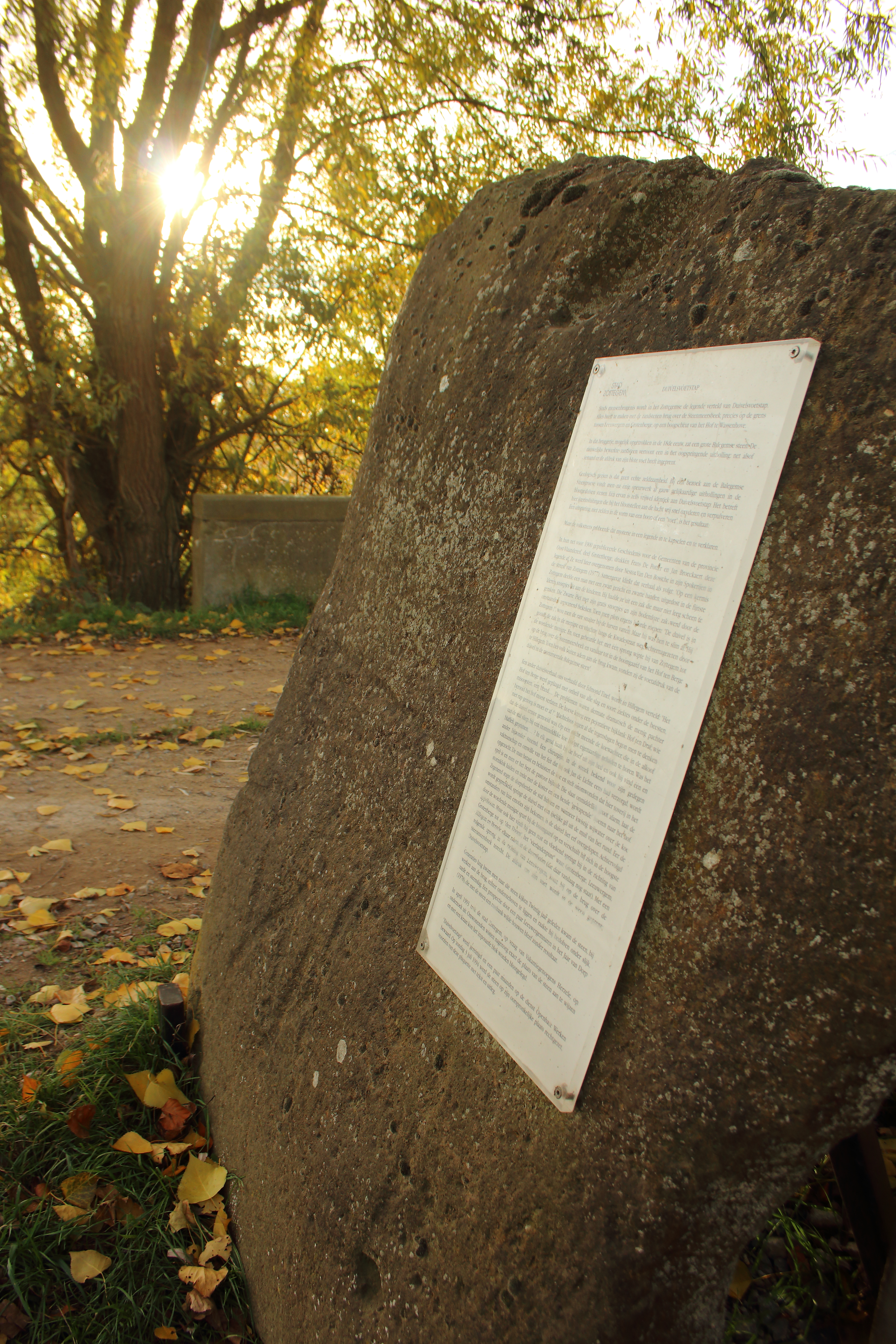
Duivelsvoetstap, een steen van een bruggetje tussen Leeuwergem en Grotenberge.

## Natuur en landschap
Leeuwergem ligt in de Vlaamse Ardennen met een hoogte van 60-80 meter. Leeuwergem ligt aan de Molenbeek

## Demografische ontwikkeling
- Bronnen:NIS, Opm:1831 tot en met 1970=volkstellingen

## Nabijgelegen kernen
Hillegem, Oombergen, Elene, Grotenberge, Bevegem, Zottegem